# Droga krajowa nr 177 (Kostaryka)
Droga krajowa nr 177 (hiszp. Ruta Nacional Secundaria 177/Ruta 177) – jedna z dróg krajowych w Kostaryce. Znajduje się ona w prowincji San José.

## Opis
W prowincji San José droga krajowa nr 177 przebiega przez kanton San José (przez dystrykty Mata Redonda i Hatillo), przez kanton Escazú (przez dystrykty Escazú i San Rafael) oraz przez kanton Alajuelita (przez dystrykt San Felipe).